# Kościół św. Stanisława Biskupa w Górecku
Kościół pw. św. Stanisława Biskupa w Górecku – katolicki kościół filialny znajdujący się w Górecku (gmina Zwierzyn). Należy do parafii w Górkach Noteckich.

## Historia i architektura
Kościół szachulcowy (jednonawowy) wybudowano w 1789 dla lokalnej społeczności protestanckiej. Jako katolicki poświęcony 8 maja 1946. W 1964 gruntownie przebudowany i obmurowany z zasłonięciem oryginalnej konstrukcji. Świątynia jest założona na rzucie prostokąta, a od wschodu zamknięta trójbocznie. Nad nawą stoi kwadratowa wieża. W wyższej partii jest ona węższa i ma rzut ośmioboczny.

## Otoczenie
Po drugiej stronie drogi znajdują się resztki cmentarza ewangelickiego z licznymi nagrobkami. Na krzyżu misyjnym tabliczka upamiętniająca misje pallotyńskie z 2015.

## Galeria

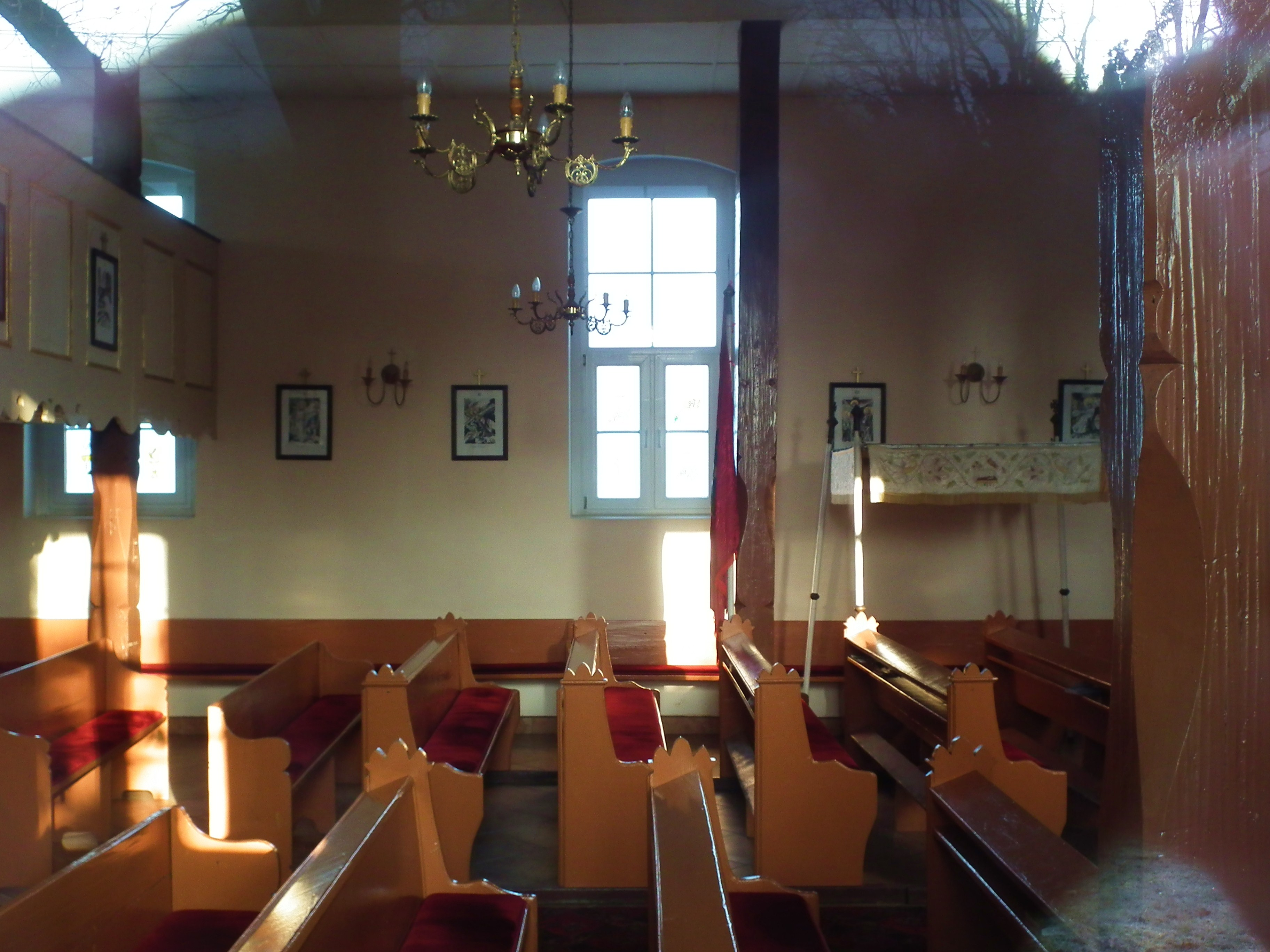
Wnętrze
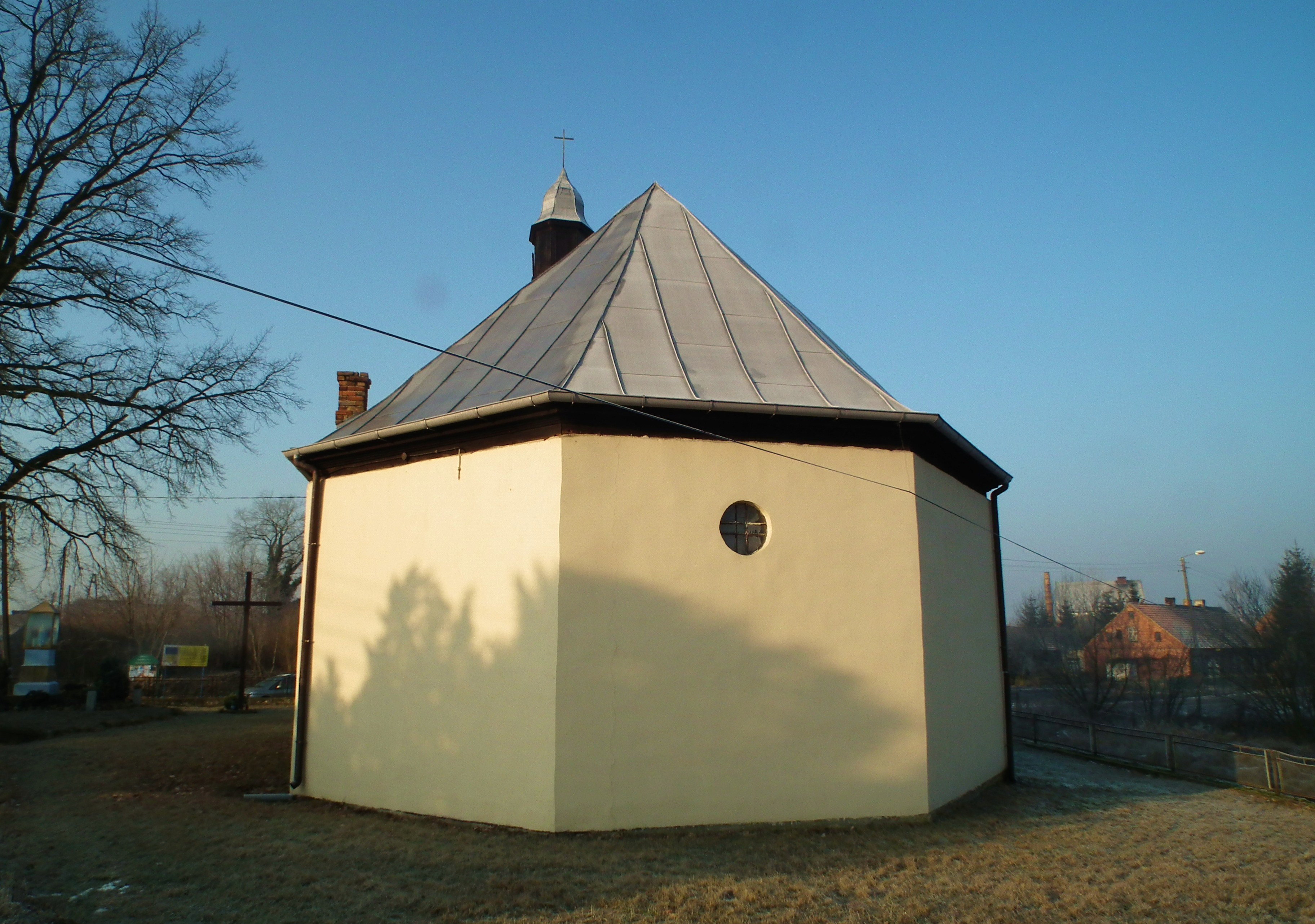
Prezbiterium
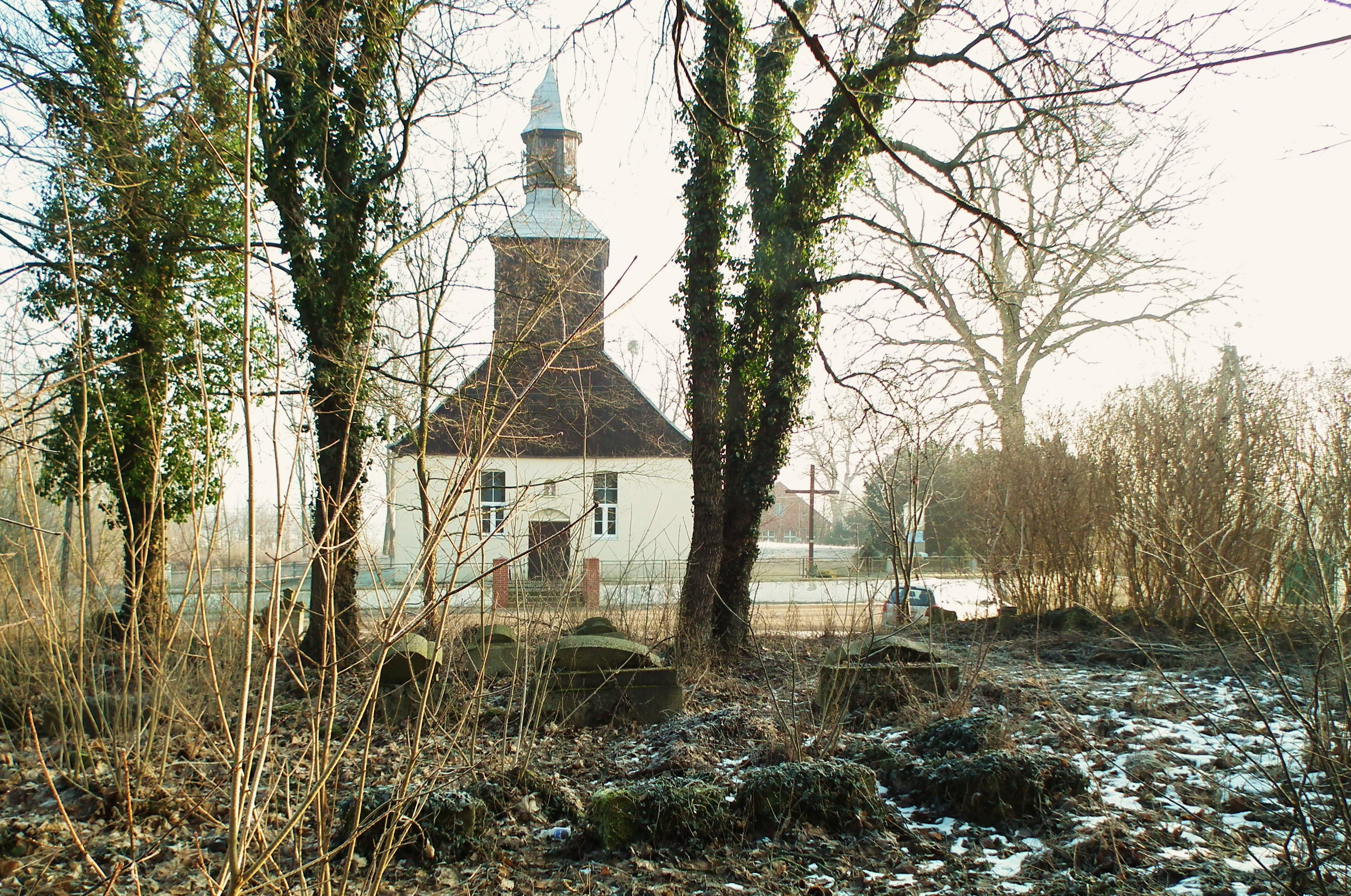
Cmentarz ewangelicki